# Howdenia fischeri
Howdenia fischeri är en skalbaggsart som först beskrevs av Maurice Pic 1937.  Howdenia fischeri ingår i släktet Howdenia och familjen Phengodidae. Inga underarter finns listade i Catalogue of Life.